# Большеивановское муниципальное образование
Большеивановское муниципальное образование — упразднённое сельское поселение в Татищевском районе Саратовской области Российской Федерации.
Административный центр — село Большая Ивановка.

## История
Статус и границы сельского поселения установлены Законом Саратовской области от 27 декабря 2004 года № 108-ЗСО «О муниципальных образованиях, входящих в состав Татищевского муниципального района».
Большеивановское и Ягодно-Полянское муниципальные образования преобразованы путём их объединения в муниципальное образование "Ягодно-Полянское муниципальное образование со статусом сельского поселения и с административным центром в селе Ягодная Поляна.

## Население
| 2010 | 2012  | 2013  |
| ---- | ----- | ----- |
| 1078 | ↗1100 | ↗1121 |

## Состав сельского поселения
| № | Населённый пункт | Тип населённого пункта       | Население |
| - | ---------------- | ---------------------------- | --------- |
| 1 | Большая Ивановка | село, административный центр | ↗706      |
| 2 | Новоскатовка     | село                         | ↘26       |
| 3 | Полчаниновка     | село                         | ↘346      |